# Streptocalypta lorentziana
Streptocalypta lorentziana är en bladmossart som beskrevs av C. Müller 1879. Streptocalypta lorentziana ingår i släktet Streptocalypta och familjen Pottiaceae. Inga underarter finns listade i Catalogue of Life.